# Chrysler 300
Chrysler 300 – samochód osobowy klasy średniej-wyższej produkowany pod amerykańską marką Chrysler w latach 2004 – 2023.

## Pierwsza generacja

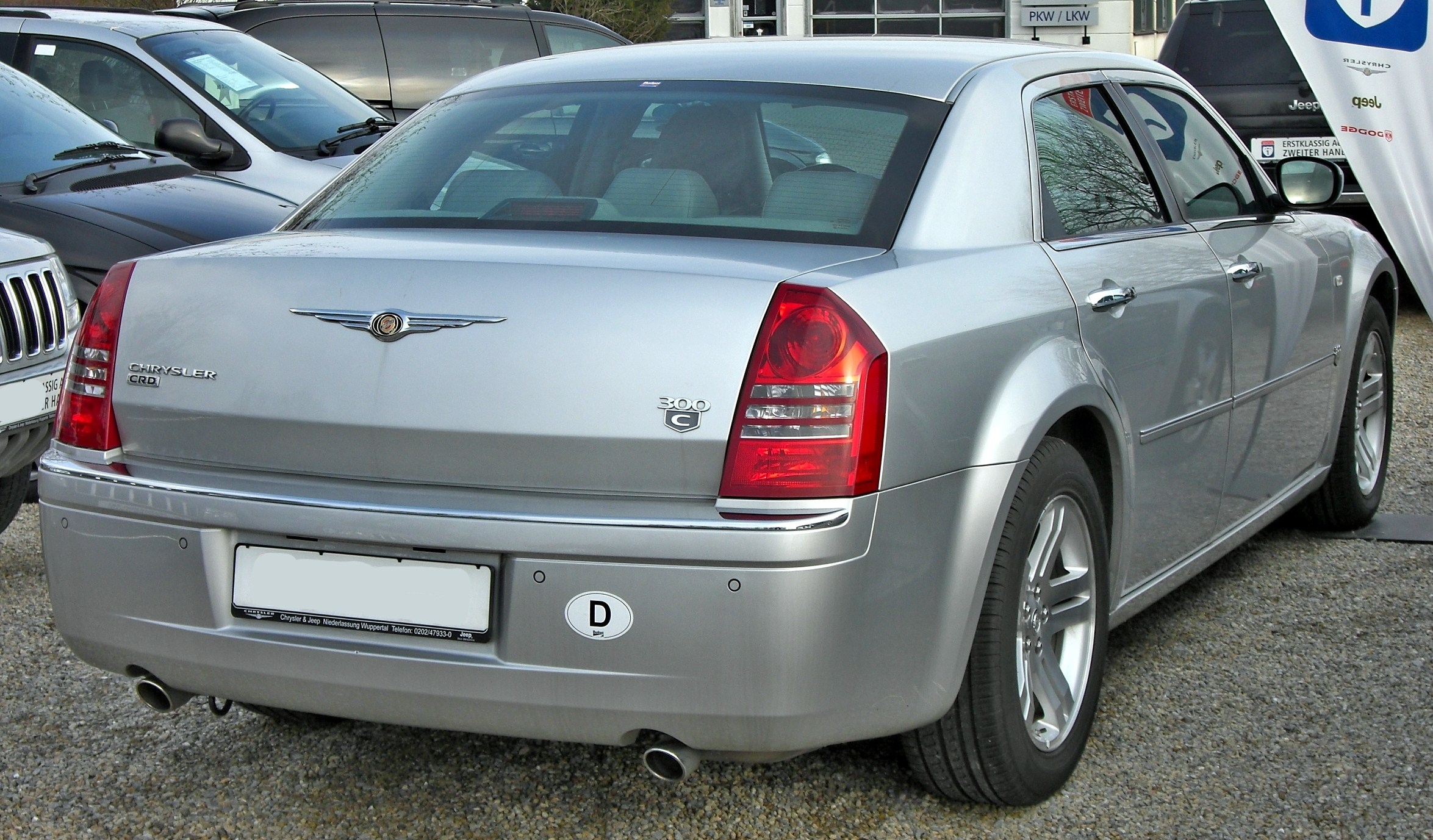
europejski Chrysler 300C I – tył

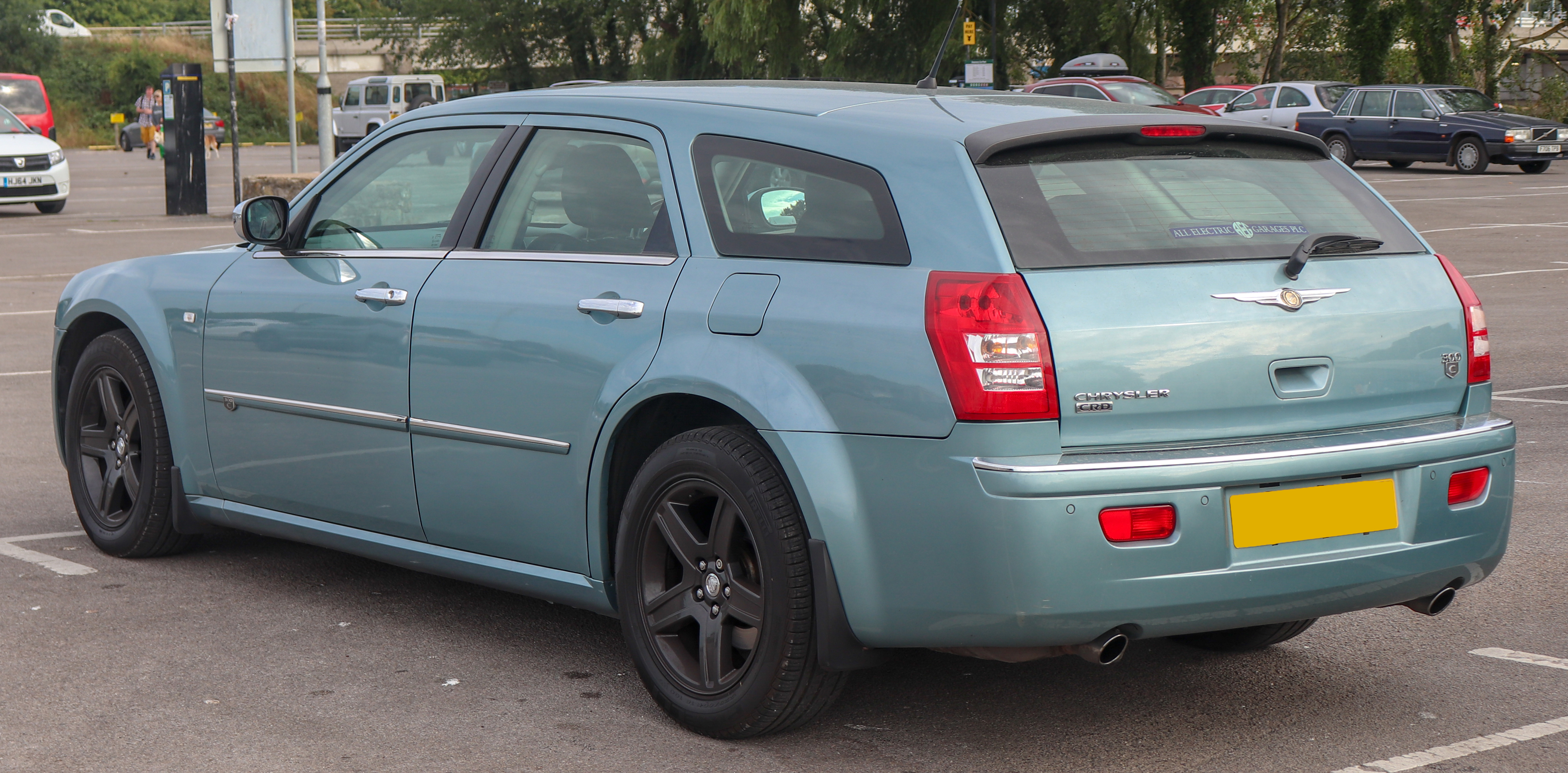
europejski Chrysler 300C I Kombi

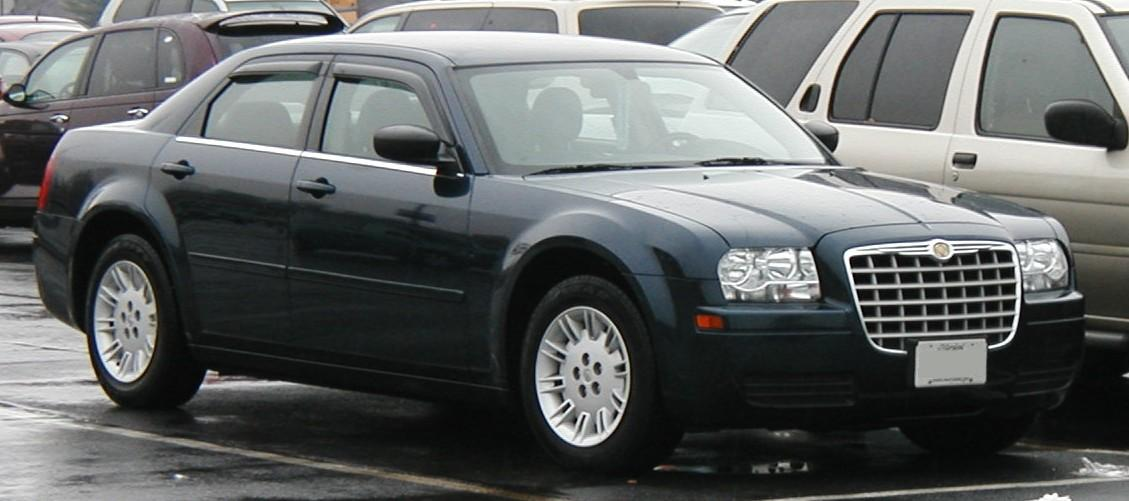
amerykański Chrysler 300 I

Chrysler 300 I został zaprezentowany po raz pierwszy w 2004 roku.
Chrysler 300 zadebiutował w styczniu 2004 jako bezpośredni następca modelu 300M, a także większego Concorde i opartego na nim LHS. Samochód przyjął charakterystyczne, masywne proporcje w stylu retro. W ten sposób, samochód wyróżnia się rozbudowanymi nadkolami, nisko poprowadzoną linią okien i licznymi kantami w sylwetce nadwozia.
Pojazd został zbudowany na płycie podłogowej Mercedesa klasy E (W211), a do sprzedaży w Polsce trafił w maju 2004 roku. W przeciwieństwie do wewnętrznego rynku amerykańskiego, samochód w Europie oferowany był pod nazwą 300C. Na potrzeby tego rynku, Chrysler skierował produkcję 300C do zakładów Magna Steyr w Grazu w Austrii.
W 2005 roku samochód zdobył tytuł North American Car of the Year. W 2006 roku wprowadzono do produkcji wersję z silnikiem Diesla.

### Lifting
W 2007 roku samochód na rynku Ameryki Północnej przeszedł facelifting, w ramach którego zmieniono wygląd przednich reflektorów i wkłady tylnych lamp, dopasowując je do tego, jak od 2004 roku wyglądał model 300C w Europie.

### Dane techniczne
| Wersja                | Silnik:                          | Układ zasilania:   | Śr. cylindra × skok tłoka: | St. spręż.:        | Moc maksymalna:                      | Maks. moment obrotowy           | Maks. prędkość obrotowa silnika | 0–100 km/h:        | V-max:             |
| Silniki benzynowe:    | Silniki benzynowe:               | Silniki benzynowe: | Silniki benzynowe:         | Silniki benzynowe: | Silniki benzynowe:                   | Silniki benzynowe:              | Silniki benzynowe:              | Silniki benzynowe: | Silniki benzynowe: |
| --------------------- | -------------------------------- | ------------------ | -------------------------- | ------------------ | ------------------------------------ | ------------------------------- | ------------------------------- | ------------------ | ------------------ |
| 300 V6 2.7            | V6 2,7 l (2736 cm³), DOHC        | wtrysk SMPFi       | 86,00 × 78,50 mm           | 9,7:1              | 193 KM (142 kW) przy 6400 obr./min   | 258 N·m przy 4000 obr./min      | 6600 obr./min                   | 10,7 s             | 210 km/h           |
| 300 V6 3.5            | V6 3,5 l (3518 cm³), OHC         | wtrysk SMPFi       | 96,00 × 81,00 mm           | 9,91:1             | 253,5 KM (186 kW) przy 6400 obr./min | 340 N·m przy 3800 obr./min      | 6800 obr./min                   | 9,0 s              | 220 km/h           |
| 300C V8 5.7           | V8 5,7 l (5654 cm³), OHV         | wtrysk SMPFi       | 99,50 × 90,90 mm           | 9,6:1              | 345 KM (254 kW) przy 4000 obr./min   | 525 N·m przy 4000 obr./min      | 5800 obr./min                   | 6,4 s              | 250 km/h           |
| 300C SRT8             | V8 6,1 l (6059 cm³), OHV         | wtrysk SMPFi       | 103,00 × 90,90 mm          | 10,3:1             | 431 KM (317 kW) przy 6200 obr./min   | 569 N·m przy 4800 obr./min      | 6400 obr./min                   | 4,8 s              | 274 km/h           |
| Silniki wysokoprężne: |                                  |                    |                            |                    |                                      |                                 |                                 |                    |                    |
| 300C 3.0 CRD          | V6 3,0 l (2987 cm³), DOHC, turbo | common rail        | 83,00 × 92,00 mm           | 18,0:1             | 218 KM (160 kW) przy 4000 obr./min   | 510 N·m przy 1600-2800 obr./min | 4400 obr./min                   | 7,8 s              | 230 km/h           |

## Druga generacja

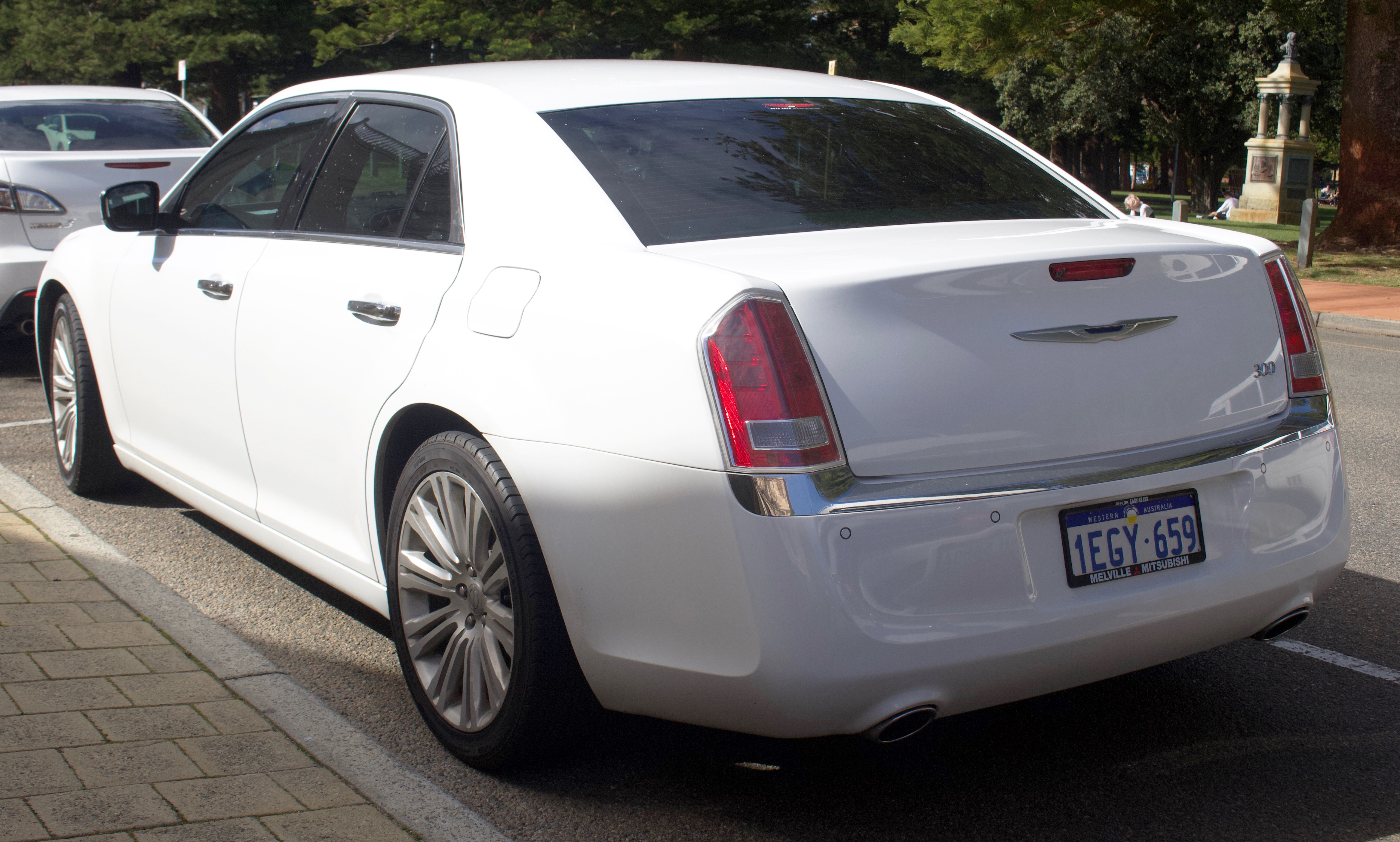
Chrysler 300 II – tył

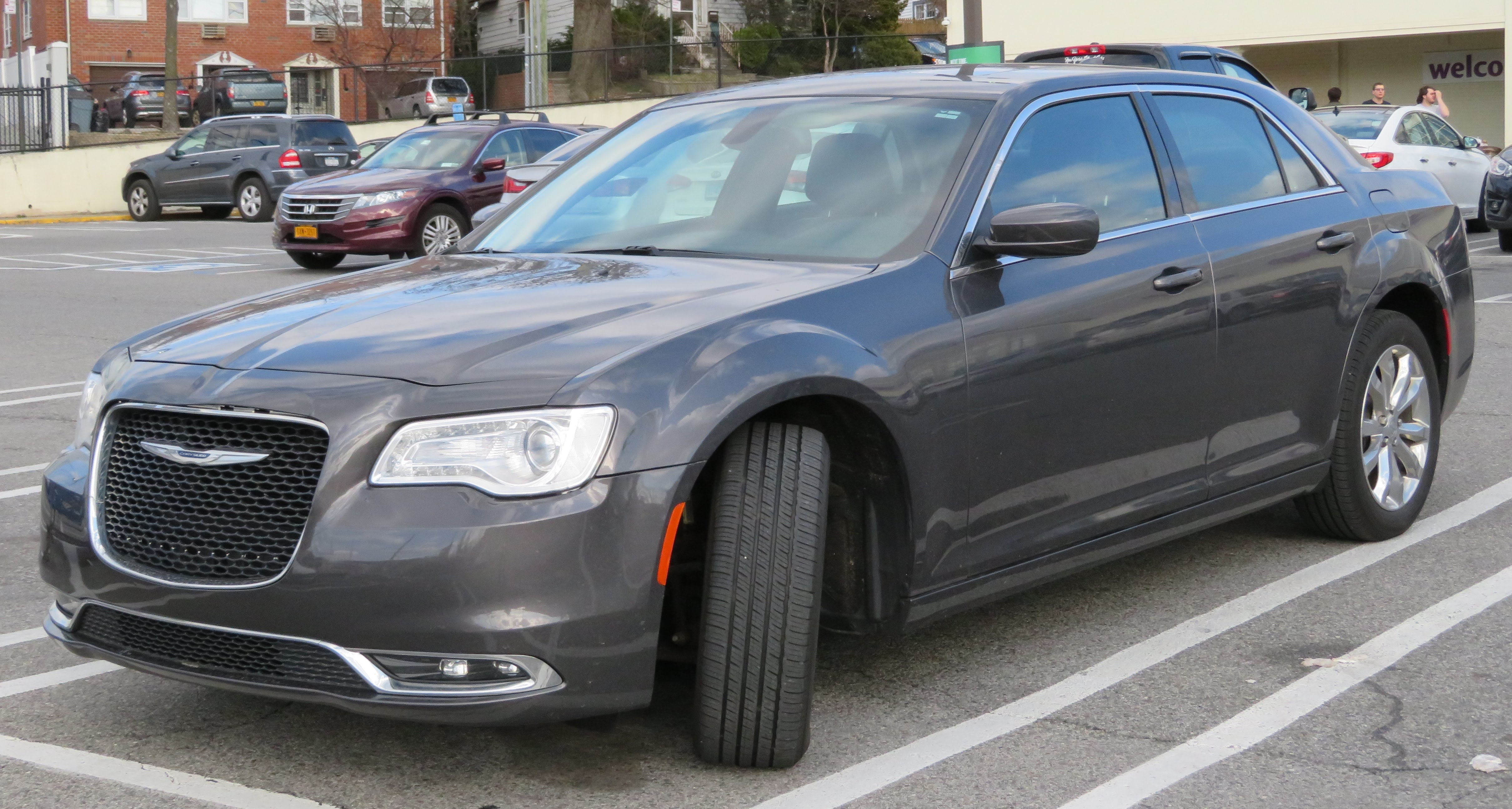
Chrysler 300 II po liftingu

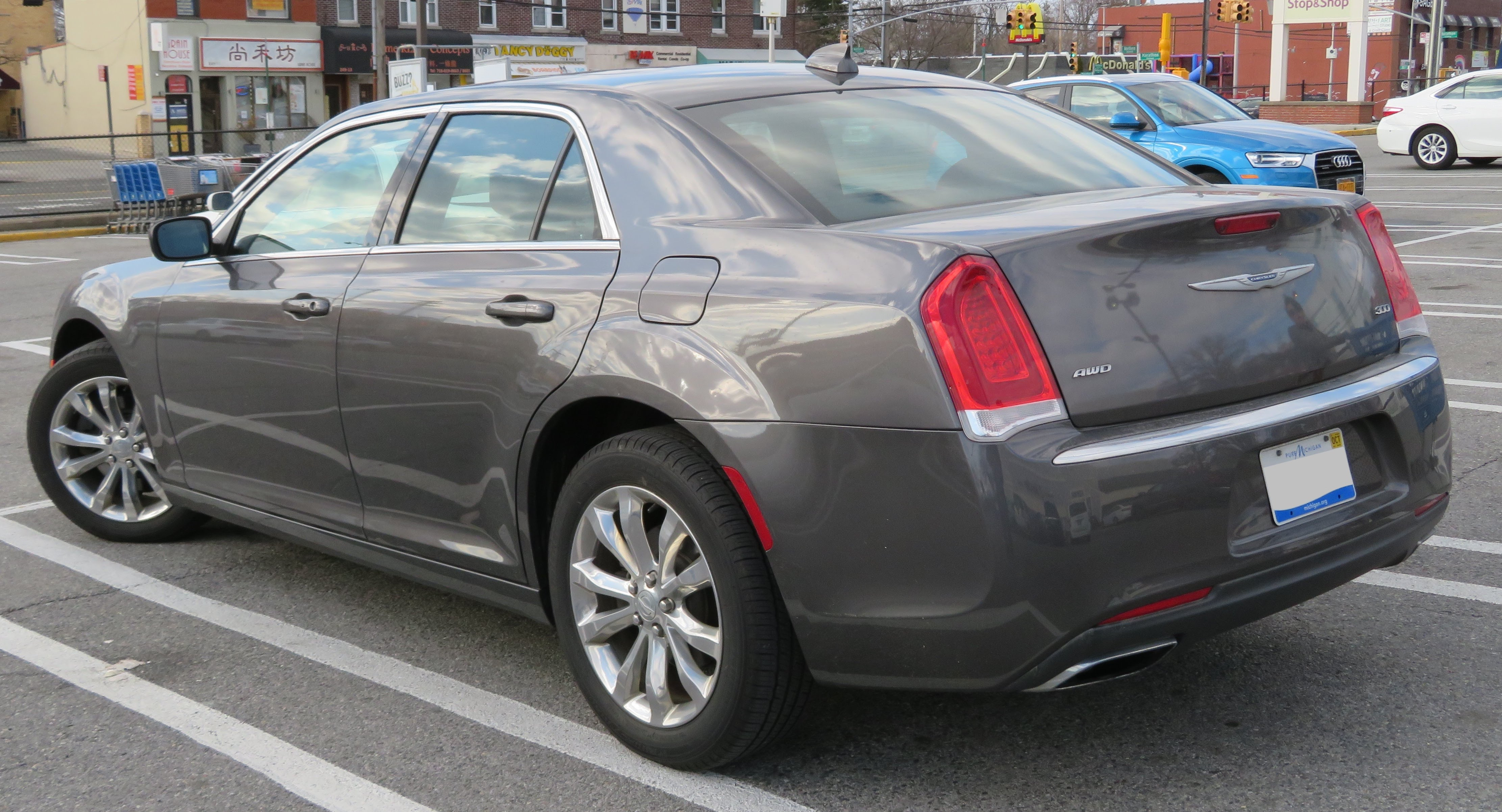
Chrysler 300 II – tył po liftingu

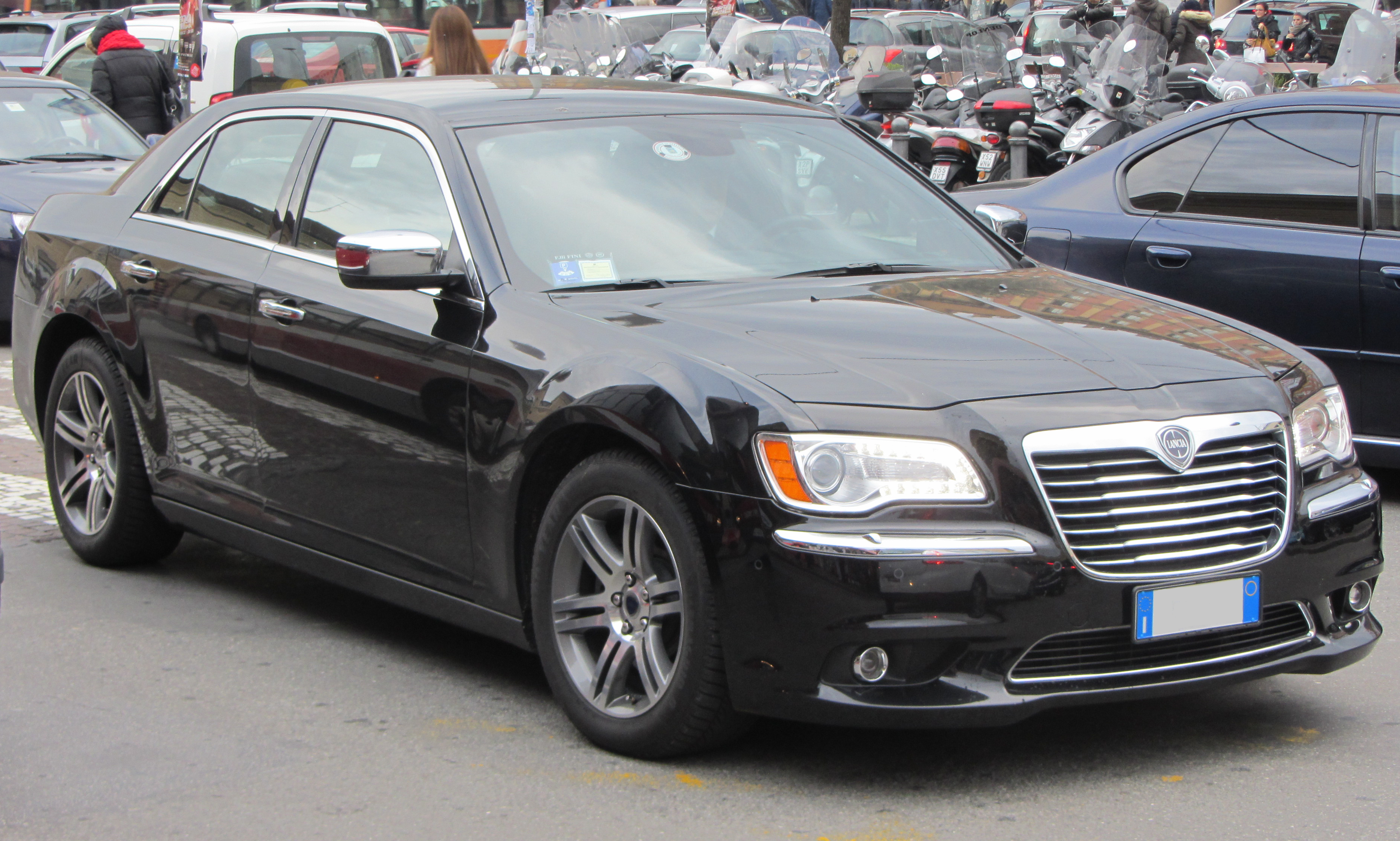
europejska Lancia Thema

Chrysler 300 II został zaprezentowany po raz pierwszy w 2010 roku.
Chrysler zaprezentował drugą generację 300 w grudniu 2010 roku. W porównaniu do poprzednika, samochód przeszedł ewolucyjny zakres zmian, zyskując bardziej zaokrąglone proporcje i inne przetłoczenia biegnące po nadwoziu. Ofertę okrojono tylko do 4-drzwiowego sedana, rezygnując z 5-drzwiowego kombi. Seryjna produkcja drugiej generacji Chryslera 300 ruszyła na początku 2011 roku.

### Lifting
Pod koniec 2014 roku zaprezentowano zmodernizowaną wersję modelu po face liftingu. Auto otrzymało nową, większą atrapę chłodnicy, nowe przednie reflektory z wbudowanymi światłami do jazdy dziennej wykonanymi w technologii LED oraz zmienioną dolną część przedniego zderzaka. W tylnej części pojazdu zmieniono światła na zespolone, zmodyfikowano pokrywę bagażnika oraz zmieniono zderzak. Przy okazji liftingu standardowo zastosowano nowy 7-calowy wyświetlacz zestawu wskaźników, 8,4-calowy wyświetlacz dotykowy oraz WiFi, adaptacyjny tempomat, system ostrzegający o nieplanowanej zmianie pasa ruchu oraz układ ostrzegający przed kolizją czołową. Po modernizacji wnętrze Chryslera 300 stało się niemal identyczne z wnętrzem Lancii Themy.

### Sprzedaż
W ramach wdrożenia nowej polityki koncernu FCA, w 2011 roku marka Chrysler została wycofana z europejskiego rynku, a jej dotychczasowa oferta modelowa została zintegrowana z gamą marki Lancia. W ten sposób, w czerwcu 2011 samochód Chrysler 300 drugiej generacji trafił do sprzedaży pod nazwą Lancia Thema. Z powodu niskiej sprzedaży, eksport zakończył się w 2014 roku.
W 2021 roku Chrysler 300 został wycofany ze wszystkich pozostałych rynków lewostronnych, na czele z m.in. Australią. W 2023 roku, po trwającej łącznie 12 lat produkcji, produkcja drugiej generacji Chryslera 300 została całkowicie zakończona bez planów przedstawienia bezpośredniego następcy w dotychczasowej formie.

### Wersje wyposażeniowe
- Limited
- S
- Platinum
- SRT-8

Edycje limitowane:
- 300S John Varvatos Car (2012)
- 300C John Varvatos Limited Edition (2013)
- 300C Luxury Series[16] (2013)
- 300 Motown Edition (2013)
- 300 Glacier Edition[17] (2013)

### Dane techniczne
| Wersja             | Silnik:                   | Układ zasilania:   | Śr. cylindra × skok tłoka: | St. spręż.:        | Moc maksymalna:                    | Maks. moment obrotowy      | 0–100 km/h:        | V-max:             |
| Silniki benzynowe: | Silniki benzynowe:        | Silniki benzynowe: | Silniki benzynowe:         | Silniki benzynowe: | Silniki benzynowe:                 | Silniki benzynowe:         | Silniki benzynowe: | Silniki benzynowe: |
| ------------------ | ------------------------- | ------------------ | -------------------------- | ------------------ | ---------------------------------- | -------------------------- | ------------------ | ------------------ |
| 300 V6 3.6         | V6 3,6 l (3605 cm³), DOHC | wtrysk SMPFi       | 96,00 × 83,00 mm           | 10,2:1             | 296 KM (218 kW) przy 6350 obr./min | 353 N·m przy 4800 obr./min | 7,0 s              | 240 km/h           |
| 300 V8 5.7         | V8 5,7 l (5654 cm³), OHV  | wtrysk SMPFi       | 99,50 × 90,90 mm           | 10,5:1             | 368 KM (271 kW) przy 5200 obr./min | 534 N·m przy 4200 obr./min | 5,4 s              | 250 km/h           |
| 300 SRT8           | V8 6,4 l (6410 cm³), OHV  | wtrysk SMPFi       | 103,90 × 94,50 mm          | 10,9:1             | 477 KM (351 kW) przy 6000 obr./min | 637 N·m przy 4000 obr./min | 4,0 s              | 282 km/h           |